# Takehiro Honda
Takehiro Honda (本田竹広, Honda Takehiro, 21 août 1945 - 12 janvier 2006) est un pianiste de jazz japonais.

## Biographie
Takehiro Honda naît à Iwata dans la préfecture de Shizuoka.[réf. nécessaire] Il commence à jouer du piano à l'âge de cinq ans puis étudie à l'école de musique de Kunitachi où il joue en quartet avec Kazunori Takeda. En 1969, il enregistre sous son nom en trio. Il joue avec Sadao Watanabe en 1973 puis forme le groupe Native Son avec Kosuke Mine, qui tourne à l'international. Il joue et enregistre avec Hiroshi Murakami, Hiroshi Fukumura, Motohiko Hino, Shigeharu Mukai, Ron Carter et Tony Williams. 
Son fils est le musicien de jazz Tamaya Honda.

## Sources
- Kazunori Sugiyama, "Takehiro Honda". The New Grove Dictionary of Jazz.
- (ja) Biographie de Takehiro Honda

## Source de la traduction
- (en) Cet article est partiellement ou en totalité issu de l’article de Wikipédia en anglais intitulé « Takehiro Honda » (voir la liste des auteurs).